# خورخه کازولو
خورخه کازولو (انگلیسی: Jorge Cazulo؛ زادهٔ ۱۴ فوریهٔ ۱۹۸۲) بازیکن فوتبال اهل اروگوئه است.
از باشگاه‌هایی که در آن بازی کرده‌است می‌توان به باشگاه فوتبال پنیارول، باشگاه ورزشی دفنسور، و باشگاه فوتبال ناسیونال اروگوئه اشاره کرد.